# Isla Cirella
La Isla de Cirella (en italiano: Isola di Cirella) es la menor de las dos islas de la región de Calabria en el país europeo de Italia.
Se encuentra ubicada en la costa noroeste del mar Tirreno de Calabria, frente a Cirella, fracción de Diamante, en Provincia de Cosenza. Tiene una superficie de 0,12 kilómetros cuadrados y alcanza una altura máxima de 40 metros, los acantilados de piedra caliza de la isla, sometidos a la erosión del mar, han creado muchas cuevas y calas. La flora típica está compuesta de matorrales mediterráneos, enriquecidos con plantaciones de euforbo y limones.